# نمادهای جام جهانی فوتبال
از سال ۱۹۶۶ میلادی، در هر دوره از جام جهانی فوتبال یک نماد خوش‌یمنی (بخت‌آور) برای مسابقات انتخاب می‌شود. «ویلی جام جهانی» نخستین نماد خوش‌یمن و تصویری از شیری بود که برای جام جهانی فوتبال در انگلستان انتخاب شد. این نماد نه تنها برای مسابقات جام جهانی برای نخستین بار انتخاب می‌شد که از این نظر در دیگر رشته‌های ورزشی نیز حرکتی جدید بود. در طراحی نماد خوش‌یمنی از خصوصیات کشور میزبان (نظیر لباس و فرهنگ، بافت جانوری و گیاهی و…) استفاده می‌شود.
| جام جهانی             | نام نماد        | توضیحات |
| --------------------- | --------------- | --- |
| ۱۹۶۶ انگلیس           | ویلی جام جهانی  | یک شیر کارتونی که لباسی از پرچم انگلستان به تن دارد و مشغول بازی کردن با توپ فوتبال است. ویلی را یک طراح آزادکار با نام «رج هوی» (Reg Hoye) که در زمینه کتاب‌های کودکان فعالیت می‌کرد، طراحی نمود. بیل تیت‌کومب (Bill Titcombe) با استفاده از این کاراکتر، مجموعه‌ای از کمیک استریپ‌های ورزشی را تهیه کرد.                                     |
| ۱۹۷۰ مکزیک            | خوانیتو         | یک پسر بچه تپل و خندانی مکزیکی که یک سمبررو، یا همان کلاه مکزیکی، به سر داشت و عبارت «مکزیک ۷۰» روی لباسش نقش بسته بود. خوانیتو، اسم «خوان» که نامی محبوب در مکزیک است گرفته شده‌است. |
| ۱۹۷۴ آلمان غربی       | تیپ و تپ        | دو پسر بچه آلمانی به نام‌های تیپ و تپ که عبارت WM 74 را روی سینه‌شان داشتند. WM مخفف Weltmeisterschaft است که به آلمانی به معنی جام جهانی است. عدد ۷۴ هم نشانگر سال برگزاری این دوره است. |
| ۱۹۷۸ آرژانتین         | گاچیتو          | یک پسر بچه سرخ‌پوست که لباس تیم ملی آرژانتین را به تن دارد و کلاهی آبی رنگ به سر کرده که عنوان «آرژانتین ۷۸» روی آن نوشته شده‌است. گاچیتو یک دستمال گردن زرد رنگ و شلاقی هم به دست دارد؛ این وسایل را معمولاً گاچوها یا همان اسب سوارهای ماهر به همراه دارند که به شجاعت معروفند و نمادی ملی آرژانتین هستند.                                 |
| ۱۹۸۲ اسپانیا          | نارانجیتو       | نارانجیتو یک پرتقال تپلو است. پرتقال میوه‌ای محبوب در اسپانیا است. نارانجیتو لباس تیم ملی اسپانیا را به تن دارد و نامش از گویش اسپانیولی به پرتقال گرفته شده‌است. |
| ۱۹۸۶ مکزیک            | پیکه            | یک فلفل تند هالاپینو که سیبیل و کلاه سمبررو به سر دارد. مردم مکزیک از این فلفل تند در غذاهای خود استفاده می‌کنند. |
| ۱۹۹۰ ایتالیا          | چائو            | نماد این دوره یک آدمک سه رنگ است که سری از جنس توپ فوتبال دارد و مشغول بازی کردن است. بدنه آن به سه رنگ سبز و سفید و قرمز درآمده که رنگ‌های تشکیل دهنده پرچم ایتالیاست. «چائو» به زبان ایتالیایی به معنی سلام و احوالپرسی است. |
| ۱۹۹۴ ایالات متحده     | مهاجم           | سگ یکی از حیوانات خانگی معمول در ایالات متحده است که به همین خاطر برای نماد استفاده شد. نام آن «مهاجم» بود و لباسی به رنگ قرمز، سفید و آبی به تن داشت که از رنگ‌های پرچم و لباس تیم ملی فوتبال آمریکا گرفته شده‌است. روی لباس مهاجم نوشته بود «USA 94».                                                                                     |
| ۱۹۹۸ فرانسه           | فُوتیکس          | خروس یکی از نمادهای ملی فرانسه است. روی فوتیکس سرمه‌ای رنگ، عبارت «فرانسه ۹۸» با رنگ سفید نقش بسته‌است. رنگ‌بندی آن از پرچم کشور میزبان و لباس تیم ملی فرانسه الهام گرفته شده‌است. نام‌های دیگری پیشنهادی عبارتند از «رافی»، «هوپی» و «گالیک».                                                                                                 |
| ۲۰۰۲ کره جنوبی و ژاپن | آتو، کازو و نیک | نمادهای سه‌گانه این دوره به رنگ‌های نارنجی، بنفش و آبی است که هر سه موجوداتی رایانه‌ای هستند. این سه عضو تیم خیالی «اتم بال» (ورزشی شبیه فوتبال) هستند. آتو نقش مربی تیم را بر عهده دارد، کازو و نیک هم بازیکن هستند. نام‌گذاری آنها با انتخاب مردمی در اینترنت و فروشگاه‌های زنجیره‌ای مک‌دونالد در کره جنوبی و ژاپن صورت گرفت.                 |
| ۲۰۰۶ آلمان            | گلئو و پیله     | برای نماد این مسابقات از یک شیر استفاده شد که گلئو (Goleo) نام داشت. این نماد لباس تیم ملی آلمان را با شماره ۰۶ به تن دارد و یک توپ فوتبال سخنگو با نام پیله (Pille) همراهی‌ش می‌کند. گلئو از ترکیب کلمات «گل» و «لئو» که کلمه‌ای لاتین به معنی شیر است، بدست آمده.                                                                          |
| ۲۰۱۰ آفریقای جنوبی    | زاکومی          | یک پلنگ زرد رنگ با موها و شورت ورزشی سبز و تی‌شرتی که عنوان «آفریقای جنوبی ۲۰۱۰» روی آن نقش بسته‌است. پلنگ حیوانی معمول در افریقای جنوبی است. رنگ‌هایی زاکومی از لباس تیم ملی فوتبال آفریقای جنوبی الهام گرفته شده. زاکومی از ZA به معنی «آفریقای جنوبی» و kumi که در اغلب زبان‌های آفریقایی به معنی عدد «ده» است؛ گرفته شده‌است.              |
| ۲۰۱۴ برزیل            | فولکو           | نماد این دوره آرمادیلوی سه‌نواره برزیلی است که یک جانور بومی برزیل و از گونه‌های آسیب‌پذیر می‌باشد. فولکو تی‌شرتی با عنوان «برزیل ۲۰۱۴» به تن دارد. |
| ۲۰۱۸ روسیه            | زابیواکا        | گرگ در زبان روسی به معنی زننده گل است. نماد این دوره یک گرگ انسان‌نما است با بدنی پشمی به رنگ قهوه‌ای و سفید که یک تی‌شرت با عنوان «روسیه ۲۰۱۸» به تن و عینکی نارنجی روی سر دارد. رنگ‌بندی لباس و شورت ورزشی زابیواکا از رنگ‌های پرچم روسیه الهام گرفته شده‌است. این نماد را شخصی به نام اکاترینا بوچارووا (Ekaterina Bocharova) طراحی کرده‌است. |
| ۲۰۲۲ قطر              | لعیب            | لعیب کلمه‌ای عربی به معنای بازیکن واقعا ماهر است. این نماد به شکل دستار سر عربی طراحی شده و در واقع یک مرد است که فوتبال بازی می‌کند. لعیب به‌شکل فوق‌العاده‌ای انعکاس‌دهنده فرهنگ قطر است. این نماد توسط یک طراح ایرانی به نام حسین اوجاقی اجرا شده‌است.                                                                                        |